# Valle del Ara

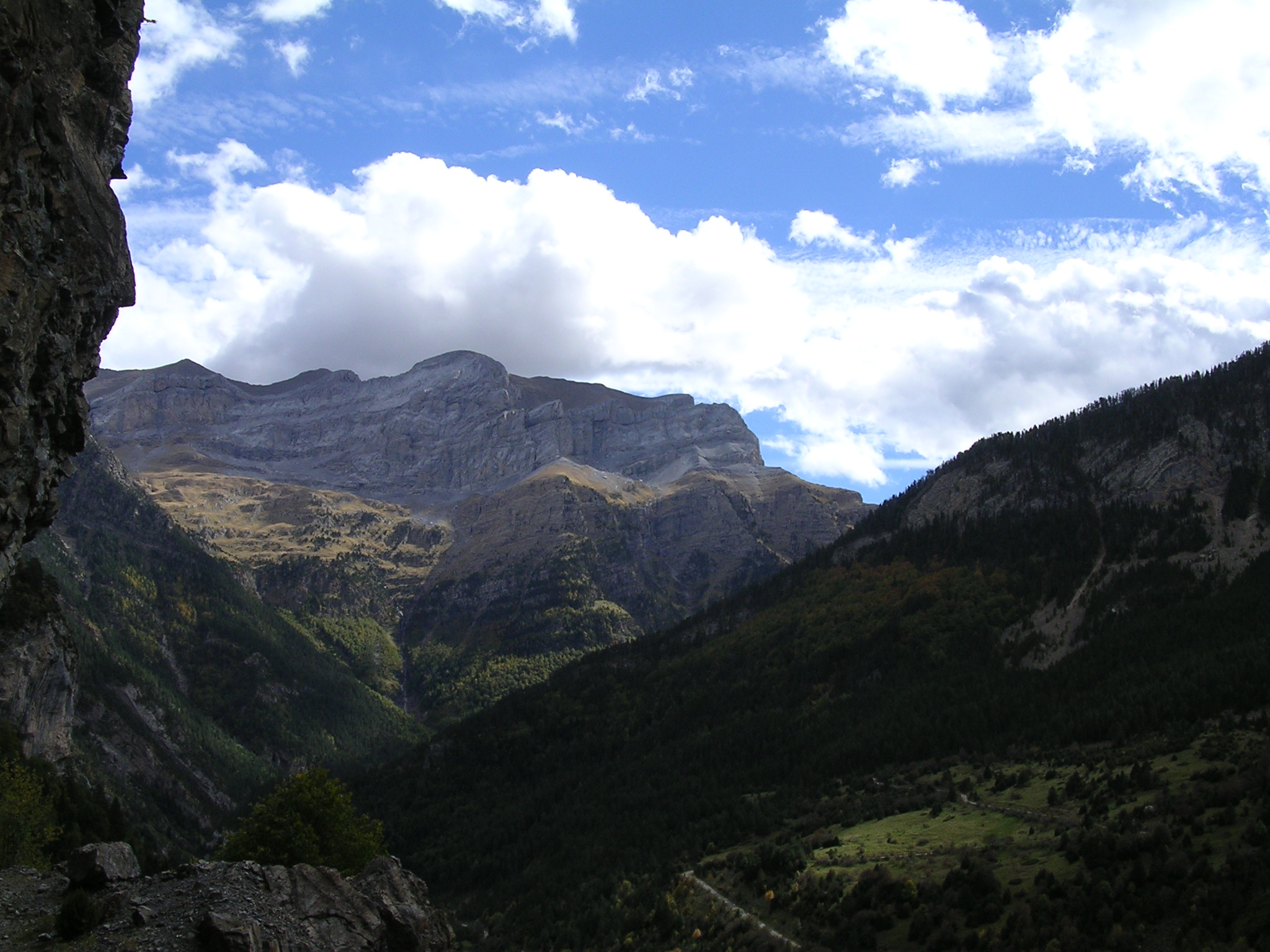
Una imagen del valle del río Ara.

El también llamado Valle de Zerbillonar, es un valle de la vertiente sur del Pirineo oscense, situado en la comarca de Sobrarbe. 
Se extiende desde el Circo del Ara, entre los puertos fronterizos de Los Mulos y Cauterets, hasta Bujaruelo. El valle sigue el curso alto del río Ara desde su nacimiento hasta la confluencia con el Arazas, donde el ya recibe el nombre de Valle de Broto.
En ocasiones se denomina “Valle del Ara” a toda la cuenca de dicho río hasta su desembocadura en Aínsa, incluyendo por tanto al citado Valle de Broto.
- Datos: Q2728146